# 噶褚哈
噶褚哈（穆麟德轉寫：gacuha；？—1669年），又名噶出哈，滿洲人，清朝政治人物、清朝兵部尚書。
曾任正紅旗滿洲都統。康熙六年三月乙酉，接替阿思哈，擔任清朝兵部尚書，后坐鼇拜黨，殺。由科爾科代接任。